# Hradlo (dopravna)

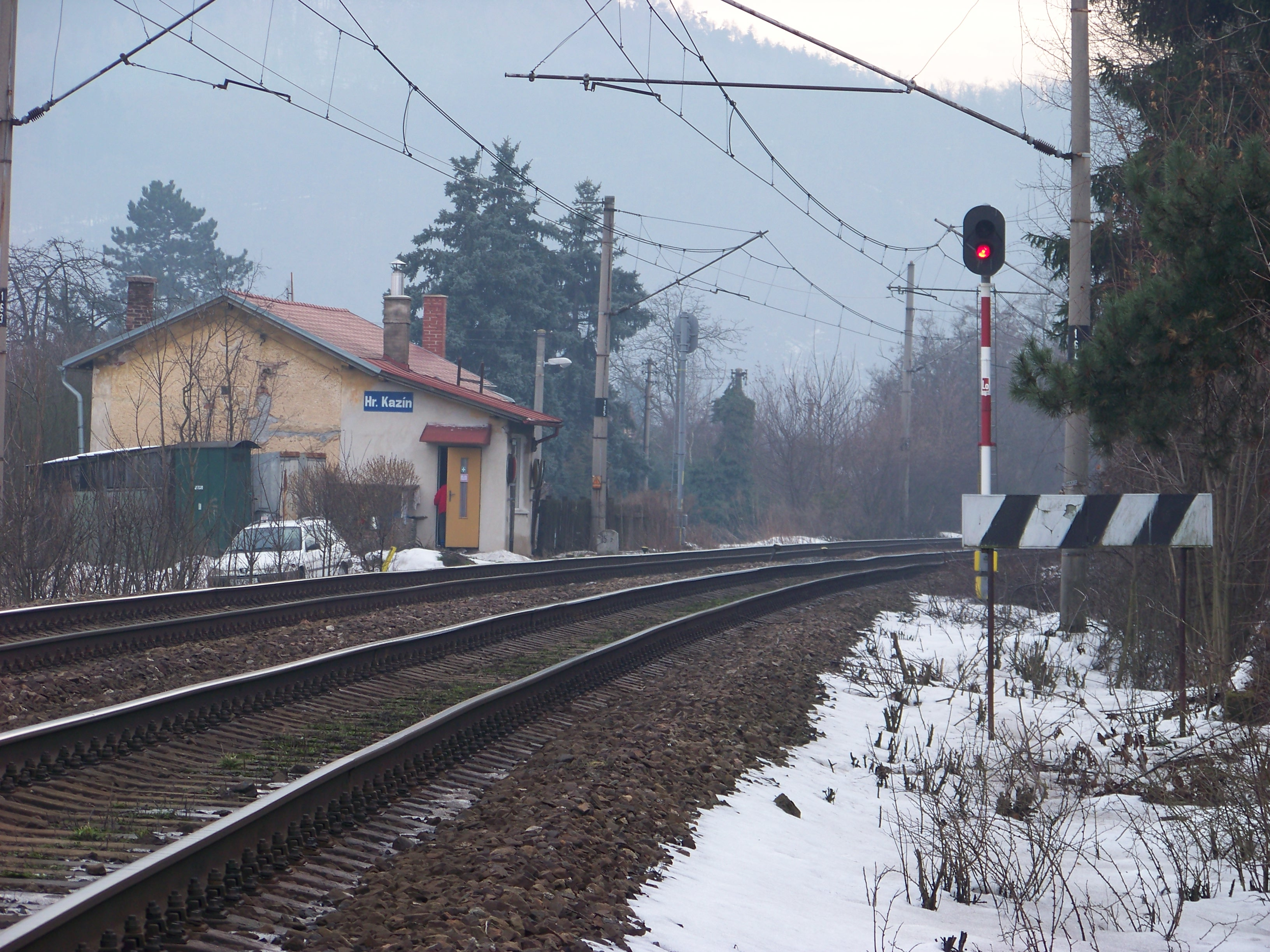
Hradlo Kazín na trati 171 mezi stanicemi Dobřichovice a Praha-Radotín. Vpravo od traťových kolejí se nachází oddílové návěstidlo „Lo“ od Radotína; budova hradla, v níž koná službu hradlář, je naproti

Hradlo je dopravna na železniční trati bez kolejového rozvětvení, obsazená zaměstnancem zvaným strážník oddílu, přesněji hradlař.
Je vybavena oddílovými návěstidly, která jsou zapojena do poloautomatického bloku. Ten znemožní hradlaři postavení návěstidla do polohy dovolující jízdu vlaku, dokud z následující dopravny nepřijde zpráva o uvolnění traťového oddílu (odhláška).
Obdobná dopravna na trati, kde je zabezpečení pouze telefonickým dorozumíváním, se nazývá hláska. V železničářském žargonu se výraz hradlo někdy nesprávně užívá také pro stavědlo.
S rostoucí modernizací železničních drah počet hradel i poloautomatických bloků klesá. Zvyšuje se tak propustnost a bezpečnost (snižuje se riziko lidského faktoru). K obsluze moderních zabezpečovacích zařízení je také třeba mnohem menšího množství železničních zaměstnanců.

## Hradla na hradlovém a reléovém poloautomatickém bloku
Poloautoblok může být hradlového či reléového typu.
Vývojově starší hradlový poloautoblok (vyvinut byl koncem 19. století) zprostředkovává vazbu mezi jednotlivými hradly a stanicemi elektrickou cestou pomocí hradlových závěrů – hradlový závěr na hradle se nazývá „mezilehlé traťové hradlo“. Po průjezdu vlaku kolem hradla hradlář přestaví oddílové návěstidlo do polohy „stůj“ a uzavře mezilehlé traťové hradlo tisknutím příslušného hradlového tlačítka a současným otáčením klikou induktoru. Clonka tohoto hradlového závěru se probarví červeně, návěstidlo se mechanicky zapevní v poloze stůj a současně je dána elektrickou cestou odhláška zadní dopravně (hradlu či stanici), kde se vybaví příslušný hradlový závěr (mezilehlé traťové hradlo, jde-li o hradlo; počáteční traťové hradlo v případě, že se jedná o stanici) a jeho clonka se probarví bíle. Hradlový závěr Mezilehlé traťové hradlo je spojen dvojitým hradlovým tlačítkem s hradlovou zarážkou, takže není možné udělit odhlášku, dokud neprojede vlak a nevybaví hradlovou zarážku. Poté, co vlak projede kolem následujícího hradla (nebo vjede do následující stanice), dá zase tamní zaměstnanec stejným způsobem (obsluhou hradlového přístroje) odhlášku na „naše“ hradlo, kde se probarví clonka mezilehlého traťového hradla bíle, čímž se mechanicky uvolní oddílové návěstidlo, které je poté opět možné přestavit do polohy dovolující jízdu vlaku. Většina hradel se nachází právě na tratích s hradlovým poloautoblokem.

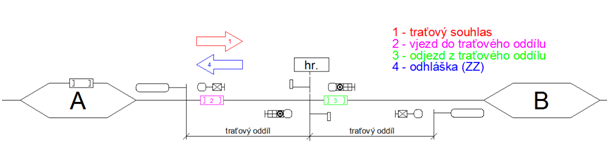
Hradlový poloautoblok

Reléový poloautoblok je druh reléového zabezpečovacího zařízení. Vývojově je mnohem mladší než hradlový poloautoblok, na československých tratích se objevil až po roce 1950. Na tomto druhu poloautobloku se hradla vyskytují podstatně řidčeji. V roce 2019 již žádné hradlo na tratích vybavených reléovým poloautomatickým blokem neexistuje.

## Hradla na českých tratích

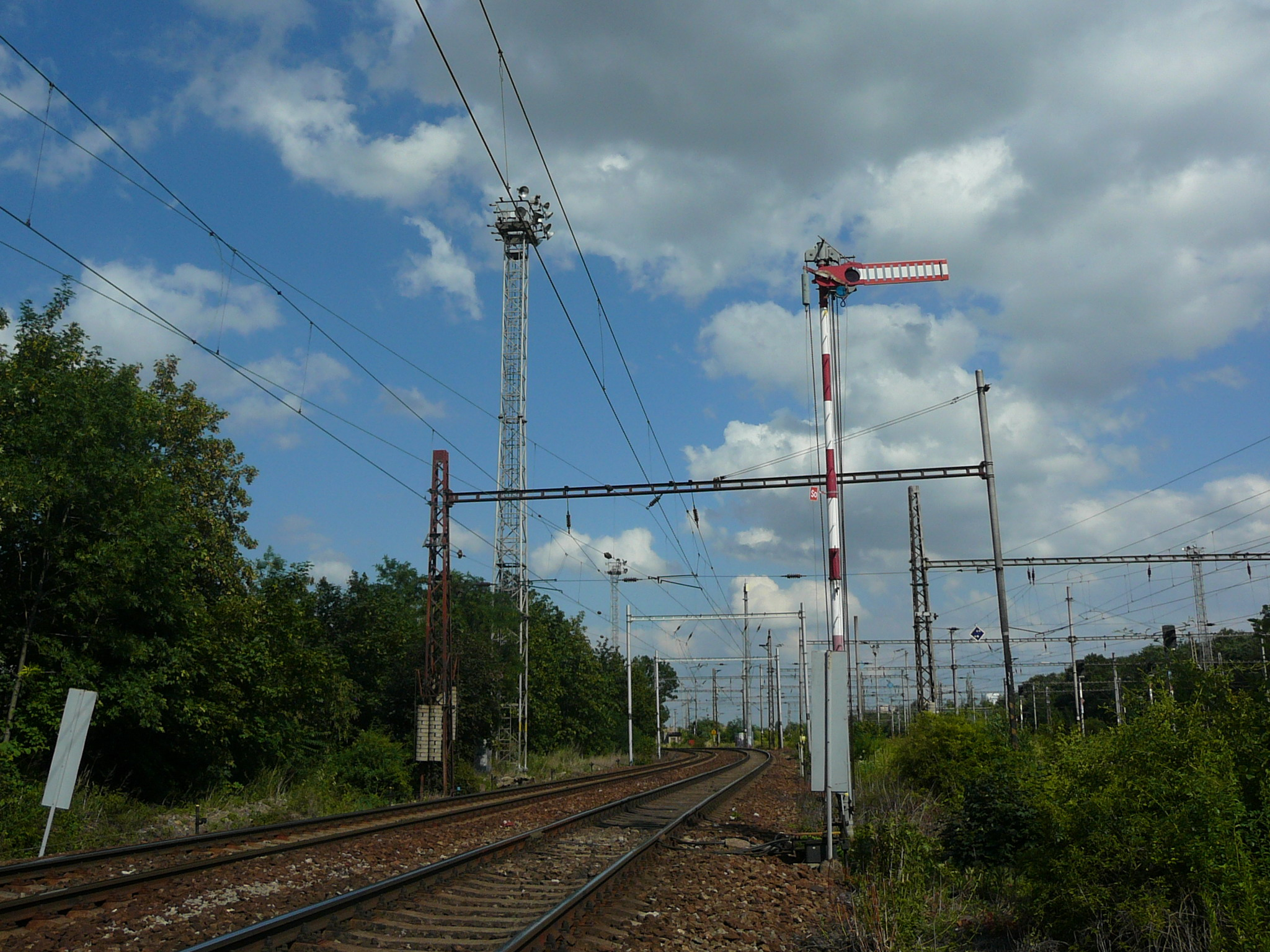
Oddílové mechanické návěstidlo „So“ hradla Železný most od Prahy-Vršovic v poloze Stůj; v Praze na trati 221. Hradlo Železný most bylo poslední hradlo s mechanickými návěstidly v České republice (do roku 2015)

Původně se na většině hlavních, zejména dvoukolejných, i mnohých méně významných tratí nacházelo velké množství hradel, která zajišťovala dostatečnou propustnost těchto tratí. S nástupem moderních samočinných traťových zabezpečovacích zařízení typu automatický blok, popř. automatické hradlo od 50. let 20. století a na druhé straně s omezováním provozu hlavně na méně důležitých tratích počet hradel v průběhu 2. poloviny a především konce 20. století prudce klesal a v současnosti je v provozu jen zlomek jejich původního počtu, přičemž jejich rušení dále pokračuje.
V České republice se na železniční síti k 27.9.2024 nachází poslední tři samostatná hradla, a sice na trati Praha - Beroun - jde o hradla Kosoř, Kazín a Horní Mokropsy (okres Beroun). Další dvě hradla z téže tratě - Barrandov a Závodiště - byla z důvodu modernizace zabezpečovacího zařízení v mezistaničním úseku Praha-Smíchov a Praha Radotín zrušena ve druhé polovině roku 2020.
Dvě hradla a současně zastávky, Svádov a Těchlovice, se nalézala na trati 073 z Ústí nad Labem do Děčína, ale byla v roce 2016 zrušena a nahrazena automatickými hradly.
Množství hradel se ještě na přelomu 20. a 21. století nacházelo na trati 220 respektive 221 z Prahy přes Benešov a Tábor do Českých Budějovic. V souvislosti s rekonstrukcí trati v rámci stavby IV. tranzitního koridoru však byla všechna zrušena.
Úsek trati 081 Děčín – Rumburk mezi stanicemi Děčín východ a Benešov nad Ploučnicí dělila ještě v nedávné době tři hradla na čtyři traťové oddíly. Ve směru od Děčína se jednalo o hradla Březiny u Děčína, Soutěska a Dolina. Do roku 2008 však byla hradla Březiny u Děčína a Dolina zrušena, posledním fungujícím hradlem na této trati zůstávalo hradlo Soutěska. Toto hradlo však bylo v jarních měsících roku 2011 také zrušeno a nahrazeno stejnojmenným automatickým hradlem s původními oddílovými návěstidly hradla Soutěska.
Též Trať 226 z Veselí nad Lužnicí do Českých Velenic bývala opatřena několika hradly, např. v roce 2014 zrušeným hradlem na zastávce Vlkov nad Lužnicí (s obsluhou třech mechanických přejezdových zabezpečovacích zařízení) a hradlem Holičky, zrušeným v červnu roku 2012, které bylo až do ukončení provozu vybaveno mechanickými oddílovými návěstidly Na hradlo Holičky nikdy nebyla zavedena elektřina a návěstidla zde byla zhruba do roku 2008 osvětlována petrolejovými svítilnami. Následně byla pohyblivá návěstní ramena opatřena reflexními prvky, které nahrazují nutnost osvětlování za snížené viditelnosti a na objekt hradla byl nainstalován solární panel pro možnost alespoň částečně využívat elektrickou energii ke svícení ve služební místnosti. Další hradlo na této trati, Lužnice, bylo zrušeno počátkem 21. století.